# Giovanni Passannante

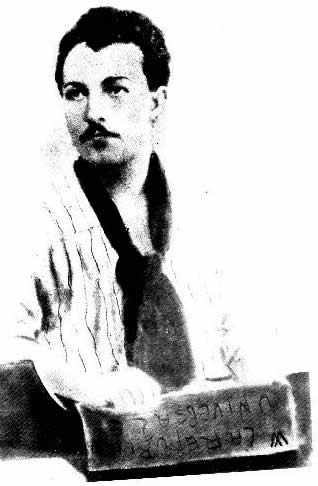
Giovanni Passannante

Giovanni Passannante (Salvia di Lucania, 19 februari 1849 - Montelupo Fiorentino, 14 februari 1910) was een Italiaans anarchist. Hij werd bekend door het feit dat hij een mislukte moordaanslag pleegde op koning Umberto I van Italië.

## Biografie
Giovanni Passannante werd geboren in een gezin van tien kinderen, van wie vier al jong stierven. Hij was als kind al gedwongen te gaan werken om zijn familie te ondersteunen. Hij werkte aanvankelijk als keukenjongen in Potenza en later als kok in Salerno. In mei 1870 werd hij gearresteerd toen hij werd betrapt op het verspreiden van posters met revolutionaire leuzen tegen de monarchie en de paus. 
Op 17 november 1878 probeerde Passannante Umberto I te doden met een mes. Het koningspaar bleef ongedeerd, maar premier Benedetto Cairoli raakte bij de aanval lichtgewond. De anarchist werd na de aanslag gearresteerd. Hij verklaarde later tot zijn daad te zijn gekomen door individuele frustraties, opstandige gevoelens tegen onrecht, ellende, onderdrukking en corruptie. 
Passannante werd ter dood veroordeeld. Het vonnis werd later omgezet in een levenslange gevangenisstraf. Hem wachtte eenzame opsluiting in een cel onder zeeniveau, waar hij permanent was vastgeketend. Hij stierf in de psychiatrische inrichting van Montelupo Fiorentino, na een lange detentie.

## Afbeeldingen

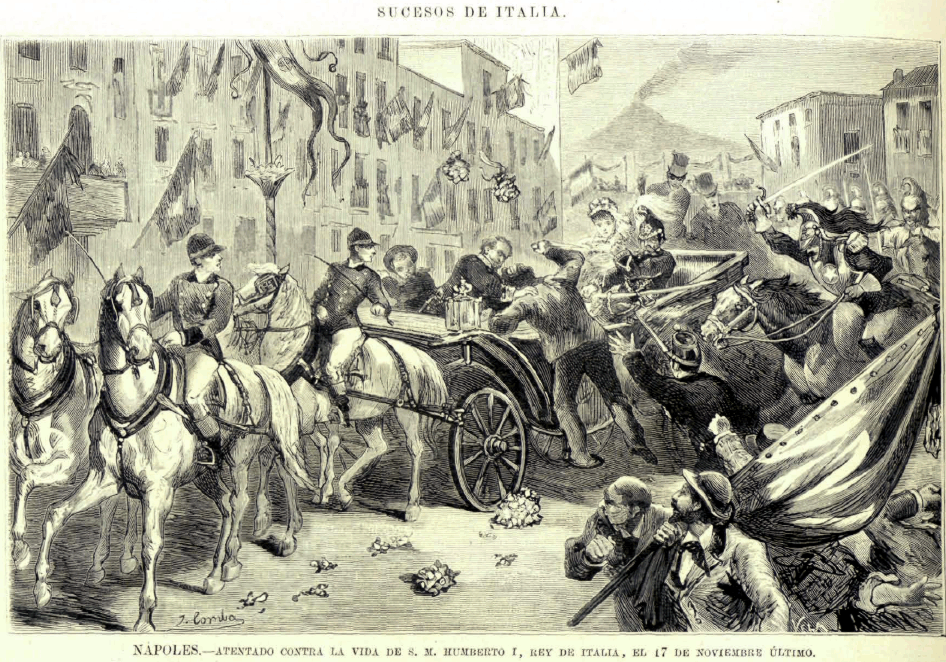
De aanslag
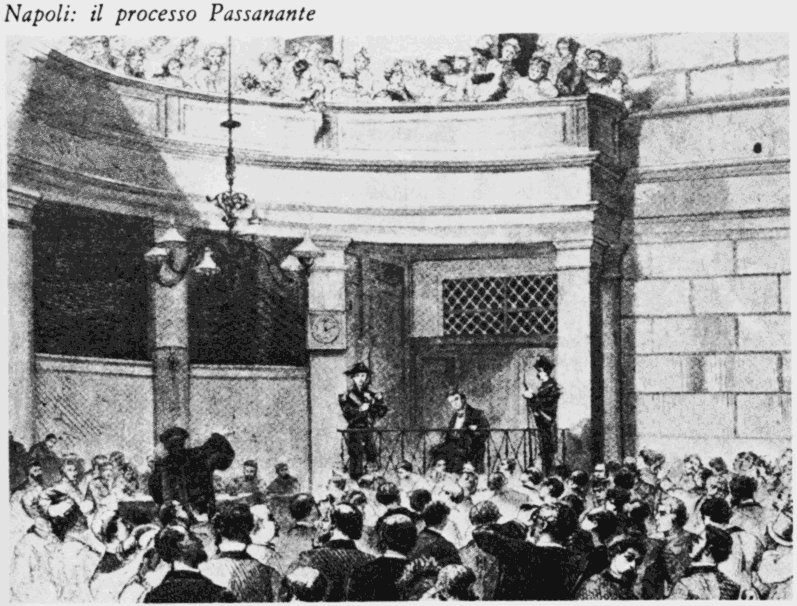
De rechtszaak